# George Lazenby

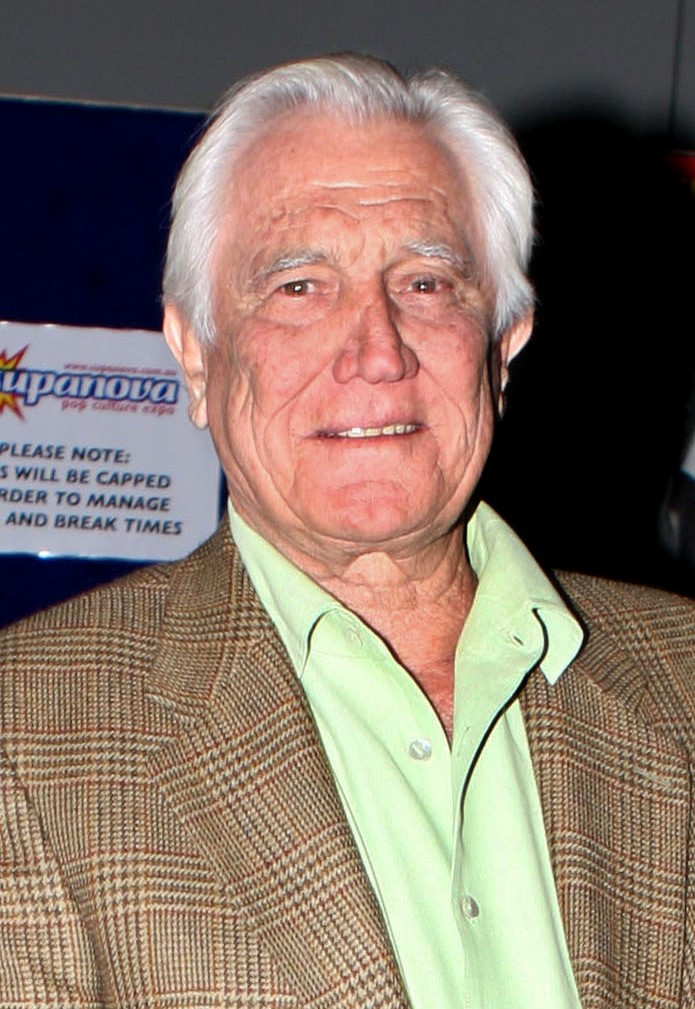
George Lazenby (2014)

George Robert Lazenby (* 5. September 1939 in Queanbeyan, New South Wales) ist ein ehemaliger  australischer Dressman und Schauspieler. Bekannt wurde er als James Bond in dem Film Im Geheimdienst Ihrer Majestät von 1969.

## Leben

### Anfänge
Nachdem George Lazenby in Australien den Wehrdienst abgeleistet hatte, arbeitete er als Automechaniker; später wechselte er in den Verkauf. 1964 siedelte er nach England über, um in London als Fotomodell zu arbeiten. Lazenby wurde bis 1967 zu einem erfolgreichen und gut bezahlten Fotomodell, er arbeitete u. a. für Marlboro. Durch Auftritte in Werbespots der Schokoladenmarke „Big Fry“ wurde er als „Big-Fry-Man“ bekannt.

### Rolle des James Bond

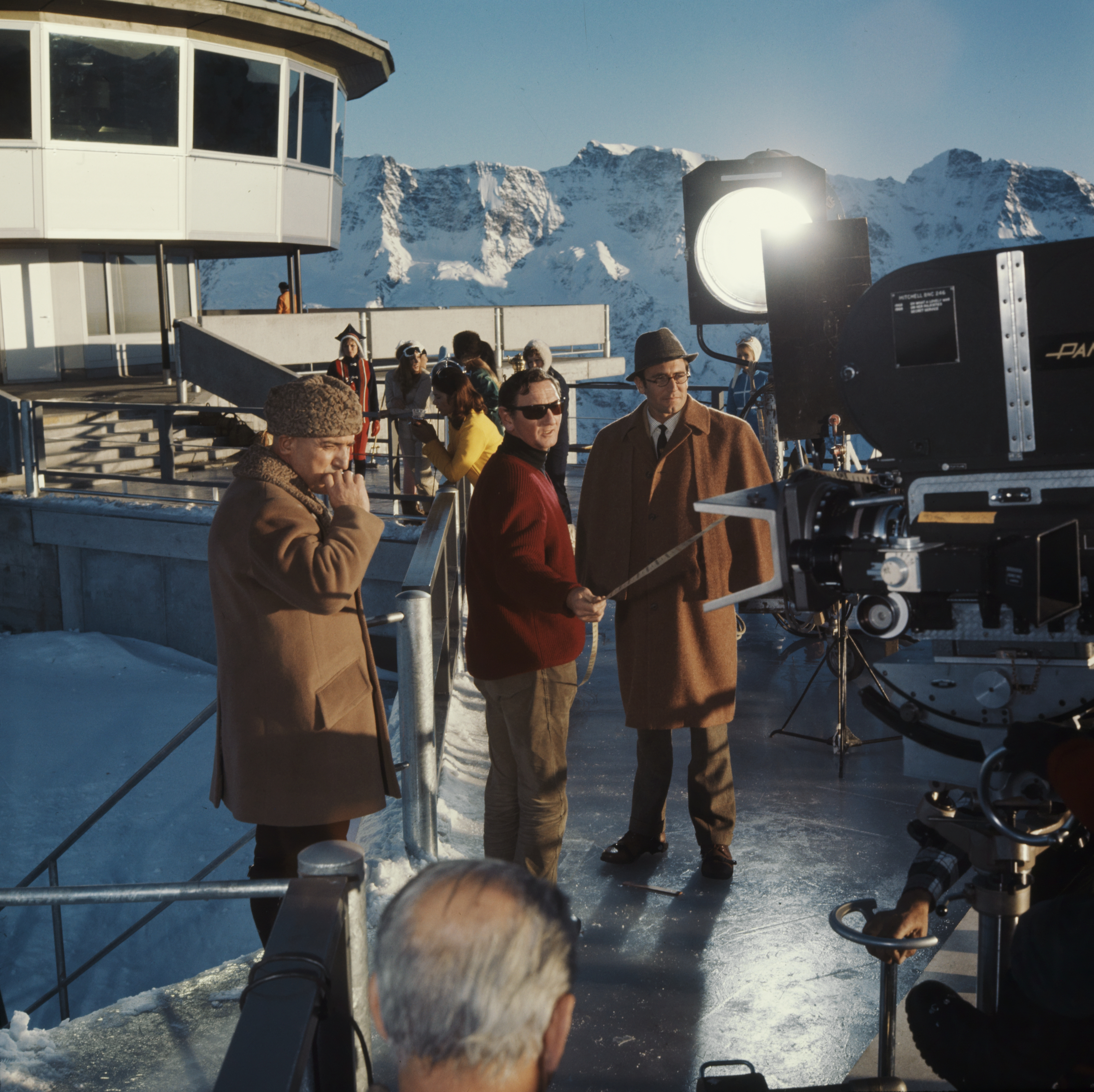
Dreharbeiten auf Piz Gloria im Jahr 1968. Im Vordergrund Telly Savalas (links), Peter R. Hunt (Mitte) und George Lazenby (rechts)

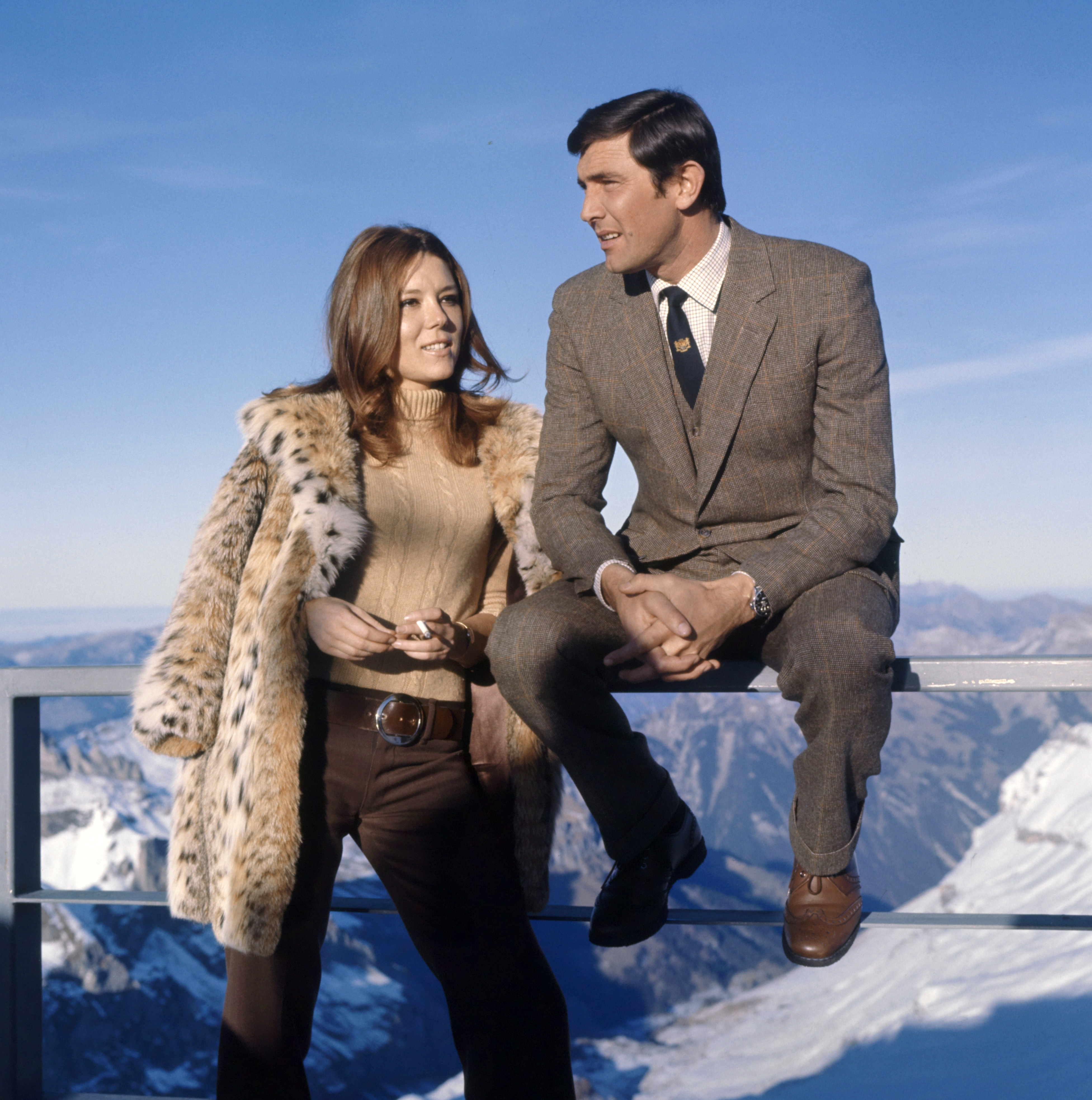
George Lazenby und Diana Rigg bei den Dreharbeiten auf Piz Gloria, 1968

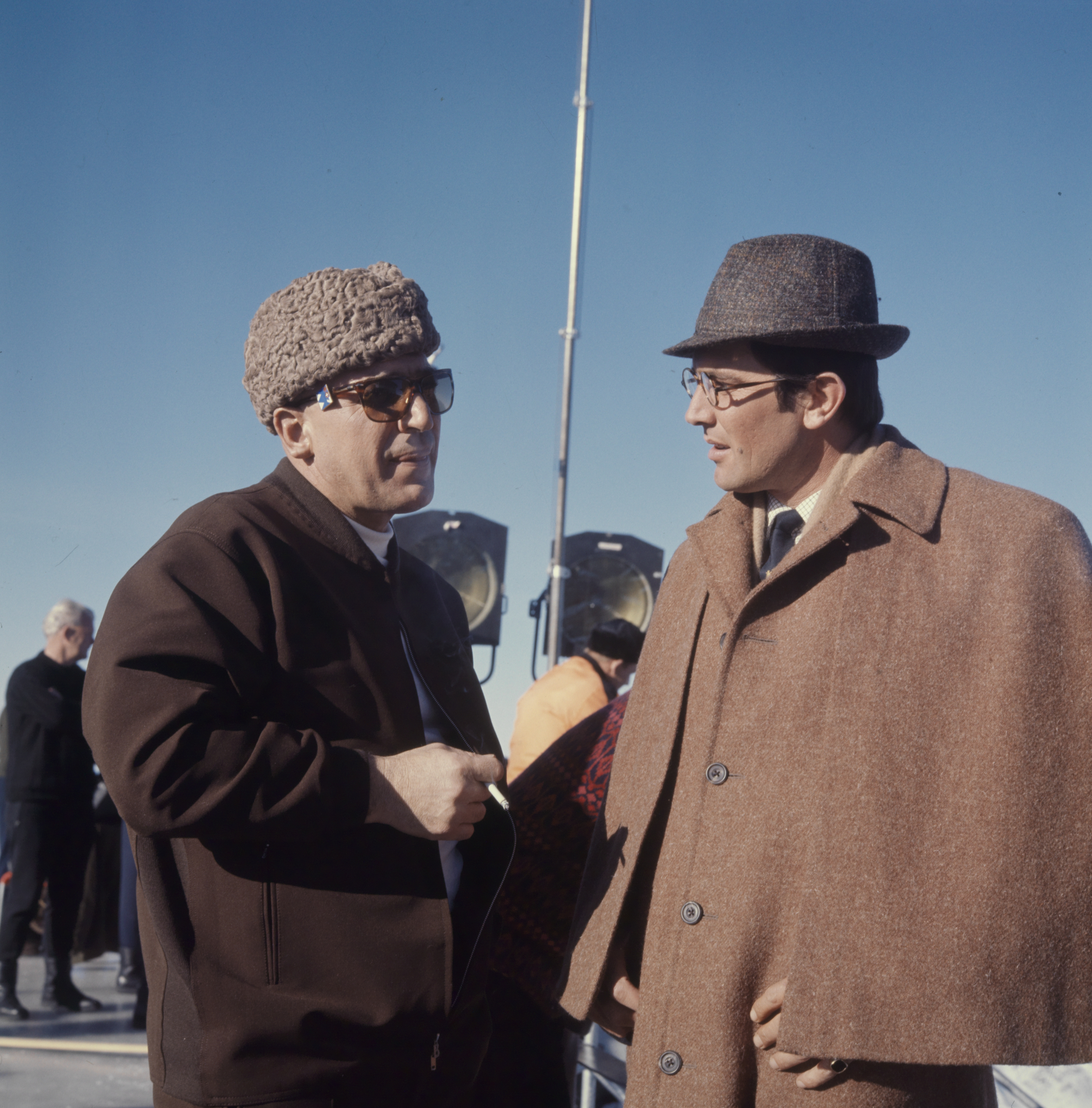
George Lazenby und Telly Savalas bei den Dreharbeiten auf Piz Gloria, 1968

Nach dem Ausstieg von Sean Connery aus der James-Bond-Reihe suchte Produzent Albert R. Broccoli dringend einen neuen Darsteller für die Bond-Figur; er testete zahlreiche Schauspieler. Lazenby kaufte sich eine Rolex, ging zum selben Schneider wie Sean Connery und kaufte sich einen Anzug, in dem er sich für die Rolle bewerben wollte. Angeblich erstand er ein Modell, das für Connery angefertigt, von diesem aber nie abgeholt wurde. Nachdem er sich auch noch die Haare im Stil von Connery hatte schneiden lassen, stellte er sich bei Harry Saltzman vor, worauf er in die engere Auswahl der Kandidaten kam. Bei Probeaufnahmen brach Lazenby versehentlich einem Stuntman die Nase. Dies beeindruckte Broccoli und gab den Ausschlag dafür, dass er Lazenby als neuen James Bond verpflichtete.
Schon während der Dreharbeiten kam es zu leichten Spannungen, da sich Lazenby als Star des Films fühlte und dementsprechend behandelt werden wollte. Der Regisseur nahm sich jedoch wenig Zeit für ihn. Produzent Broccoli gab ihm schließlich deutlich zu verstehen, dass er erst ein Star wäre, wenn das Publikum ihn als solchen akzeptiert hätte. Angeblich gab es einen Konflikt zwischen den Hauptdarstellern Diana Rigg und George Lazenby, was von den beiden abgestritten wurde.
1969 erschien Im Geheimdienst Ihrer Majestät, der einzige Bond-Film mit Lazenby in der Rolle des Geheimagenten. Für seine Leistung erhielt er eine Golden-Globe-Nominierung als Bester Nachwuchsdarsteller. Obwohl Im Geheimdienst Ihrer Majestät ein kommerzieller Erfolg war, so blieb er doch hinter den Einspielergebnissen der Vorgänger zurück.
Während die Werbung für Man lebt nur zweimal noch ganz auf Sean Connery zugeschnitten war, konzentrierte man sich für Im Geheimdienst Ihrer Majestät auf die Figur des James Bond und vernachlässigte den Hauptdarsteller. Auf dem Filmplakat wurde sein Name nicht prominent herausgestellt; er schien hier quasi den Status eines Nebendarstellers zu haben. Im Nachhinein machten einige an der Produktion Beteiligte diesen Umstand mit dafür verantwortlich, dass George Lazenby vom Publikum weniger gut als Sean Connery angenommen wurde.
Lazenby wiederum erklärte die Figur des James Bond für nicht mehr zeitgemäß und sprach dies in Interviews offen aus. Er hatte sich längere Haare wachsen lassen und trug einen Vollbart. United Artists verlangte dagegen, dass er bei öffentlichen Auftritten wie James Bond aussah und verweigerte ihm die Teilnahme an einer Reise durch die USA, um Werbung für den Film zu machen. Lazenby reiste daraufhin auf eigene Kosten in die Staaten, wurde dort allerdings von der Presse kaum beachtet.
Die Produktionsfirma Eon Productions Ltd. bot Lazenby dennoch einen Vertrag für fünf (nach anderen Quellen sechs) Filme an, den er aber nicht unterschrieb, da er Probleme bei der Klärung der Vertragsklauseln hatte. Man entschied sich schließlich, den nächsten Film James Bond 007 – Diamantenfieber mit einem neuen Hauptdarsteller zu produzieren. Nachdem John Gavin dafür bereits engagiert war, konnte man schließlich Connery dazu überreden, noch einmal James Bond zu spielen.

### Karriere nach Bond
Danach spielte Lazenby hauptsächlich in Low-Budget-Filmen und Hongkong-Action-Filmen und machte wieder Werbung. Dabei wurden oft Agentenrollen und Bond-Parodien mit ihm besetzt. Lazenby versuchte aus seiner Vergangenheit als Bond Kapital zu schlagen, er konnte sich jedoch nie als Filmschauspieler etablieren. Anfang der 1970er-Jahre plante er ein gemeinsames Projekt mit Bruce Lee, das durch dessen Tod jedoch nicht mehr zustande kam. Zu seinen bekannteren Filmen zählen Kentucky Fried Movie und Lance – Stirb niemals jung. Zudem war er 1993 in mehreren Fernsehfilmen der Emmanuelle-Reihe zu sehen. Lazenby wirkte in über 60 Film- und Fernsehproduktionen mit.
Im Jahr 2003 nahm er Abschied von der Schauspielerei, war aber zwischenzeitlich von 2014 bis 2021 wieder vor der Kamera aktiv. Im Juli 2024 erklärte er seinen endgültigen Ruhestand.

### Privates
Am 23. August 1973 heiratete Lazenby seine erste Frau Christina Gannett. Die Ehe hielt 24 Jahre. Ihre Tochter Melanie wurde am 13. September 1973 geboren. Ihr Sohn Zachary starb 1994 mit 19 Jahren an einem Krebsleiden.
Im Jahr 2002 heiratete er die frühere Tennisspielerin Pam Shriver. Aus dieser Ehe gingen drei Kinder hervor, Zwillingsmädchen (* 2005) sowie ein Sohn. Im August 2008 reichte Shriver die Scheidung ein.
Lazenby lebt in Los Angeles. Im Juli 2025 wurde bekannt, dass Lazenby an Demenz erkrankt ist.

## Filmografie (Auswahl)
- 1969: James Bond 007 – Im Geheimdienst Ihrer Majestät (On Her Majesty’s Secret Service)
- 1971: Universal Soldier
- 1972: The Child – Die Stadt wird zum Alptraum
- 1973: Bruce Lee – The Man and the Legend (李小龍的生與死) (Dokumentarfilm aus Hongkong über die Beerdigung von Bruce Lee)
- 1974: Stoner – Im Geheimauftrag ihrer Majestät
- 1975: Der Mann von Hongkong
- 1976: Todeskommando Queensway
- 1977: Kentucky Fried Movie
- 1978: Der Einzelkämpfer (Death Dimension)
- 1979: Saint Jack
- 1979: Hawaii Fünf-Null (Fernsehserie, Folge 11x21)
- 1981: Der letzte Harem
- 1982: General Hospital (Fernsehserie, 5 Folgen)
- 1983: Solo für Onkel: Thunderball
- 1983: Frank Buck – Abenteuer in Malaysia (Folge 1x11)
- 1984: Hotel (Fernsehserie, Folge 1x14)
- 1984–1985: Rituals (Fernsehserie)
- 1984: Der Ninja-Meister (Fernsehserie, Folge 1x04)
- 1985: Mode, Models und Intrigen (Fernsehserie, Folge 1x19)
- 1986: Rage to Kill
- 1986: Lance – Stirb niemals jung
- 1989: Alfred Hitchcock Presents (Fernsehserie, Folge 4x15)
- 1990: Superboy (Fernsehserie, 2 Folgen)
- 1992: Night Eyes – Blicke in den Abgrund
- 1993: Emmanuelles Freundin
- 1993: Emmanuelle in Tibet
- 1993: Emmanuelles Zauber
- 1993: Gettysburg
- 1993: Emmanuelles Parfüm
- 1993: Emmanuelle in Afrika
- 1993: Emmanuelle in Venedig
- 1993: Emmanuelles Geheimnis
- 1994: Kung Fu – Im Zeichen des Drachen (Fernsehserie, Folge 2x01)
- 1996: Jack in Hollywood
- 1998: Moments of Danger
- 1998: Team Knight Rider (Fernsehserie, Folge 1x14)
- 1998: Diagnose: Mord (Fernsehserie, Folge 6x10)
- 1999: Baywatch – Die Rettungsschwimmer von Malibu (Fernsehserie, Folge 09x12)
- 1999–2000: Batman of the Future (Fernsehserie, 3 Folgen)
- 1999–2000 Pretender (Fernsehserie, 4 Folgen)
- 2000: Four Dogs playing Poker – Einer für alle
- 2002: Spider’s Web – Die Beute der Spinne (Spider’s Web)
- 2003: Snow Job – Auf der Piste ist die Hölle los (Winter Break)
- 2014: Legit (Fernsehserie, 2 Folgen)
- 2014: A Winter Rose
- 2015: Hunter
- 2016: Dance Angels
- 2016: The Order
- 2017: Death Game
- 2019: Passport to Oblivion
- 2021: In the Blink of an Eye
- 2025: Mundije